# جوزف برونو
جوزف لوئیس برونو (Joseph Louis Bruno) (زادهٔ ۸ آوریل ۱۹۲۹ – درگذشتهٔ ۶ اکتبر ۲۰۲۰)، بازرگان آمریکایی و سیاستمدار جمهوری‌خواه اهل بالاایالت نیویورک بود. برونو از سال ۱۹۷۷ تا ۲۰۰۸ در سنای ایالت نیویورک خدمت کرد و از سال ۱۹۹۴ تا ۲۰۰۸ رهبر اکثریت سنا بود. برونو در سال ۲۰۰۹ به اتهام فساد در حکومت فدرال محکوم شد، اما محکومیت او در دادگاه استیناف لغو شد و محاکمه مجدد بعدی به تبرئه او انجامید.

## اوایل زندگی
برونو در گلینز فالز نیویورک به دنیا آمد و در یک آپارتمان شش اتاقه بدون سیستم گرمایشی بزرگ شد. برونو از آکادمی سنت مری فارغ‌التحصیل شد و مدرک BAش را در مدیریت بازرگانی از کالج اسکیدمور بدست آورد. او در جنگ کره به عنوان گروهبان پیاده‌نظام خدمت کرد. برونو رئیس منطقه جیسیز ایالت نیویورک بود. در سال ۱۹۶۴، او توسط ساکنین این منطقه به عنوان یکی از پنج «مرد جوان برجسته ایالت» معرفی شد. او «با بنیان‌گذاری و بعداَ با فروش شرکت عرضه سیستم‌های تلفنی به بخش‌های خصوصی و ادارات دولتی تحت نام (Coradian Corporation)، ملیونر شد».

## حرفه سیاسی
در سال ۱۹۶۶، برونو عضو ستاد انتخاباتی فرماندار نلسون راکفلر بود و از سال ۱۹۶۹ تا ۱۹۷۴ به عنوان دستیار ویژه رئیس مجلس پری بی دوریا خدمت کرد. او از سال ۱۹۶۸ تا ۱۹۶۹ رئیس انجمن جمهوریخواهان جوان ایالت نیویورک بود. او همچنین از سال ۱۹۷۴ تا ۱۹۷۷ به عنوان رئیس کمیته جمهوری‌خواه شهرستان رنسلر خدمت کرد.

### سنای ایالت نیویورک
برونو از سال ۱۹۷۷ تا ۲۰۰۸ عضو مجلس سنای ایالت نیویورک بود و در دوره‌های ۱۸۲ام، ۱۸۳ام، ۱۸۴ام، ۱۸۵ام، ۱۸۶ام، ۱۸۷ام، ۱۸۸ام، ۱۸۹ام، ۱۹۰ام، ۱۹۱ام، ۱۹۲ام، ۱۹۳ام، ۱۹۴ام، ۱۹۵ام، ۱۹۶ام و ۱۹۷ام عضو قوه مقننه ایالت نیویورک بود. او در ۲۵ نوامبر ۱۹۹۴ پس از برکناری رئیس آن زمان رالف جی مارینو به عنوان رئیس موقت مجلس سنای ایالت نیویورک انتخاب شد.
برونو به همراه فرماندار جورج پاتاکی و رئیس مجلس شلدون سیلور در تصویب قانون مجازات اعدام در ایالت نیویورک در سال ۱۹۹۵ نقش اساسی داشتند. دادگاه استیناف نیویورک (بالاترین دادگاه ایالتی نیویورک) بعداً این قانون را مغایر با قانون اساسی تشخیص داد زیرا به اعضای هیئت منصفه در بن‌بست انتخاب بین زندگی بدون آزادی مشروط و اعدام، چاره ای جز اجرا آزادی مشروط پس از ۲۵ سال نداشت. دادگاه استیناف بیم آن داشت که هیئت منصفه ای که با این انتخاب مواجه می‌شوند، به‌طور ناعادلانه ای به سوی حکم اعدام متمایل شوند. در ۱۰ سال پس از تصویب این قانون، نرخ جرم و جنایت در نیویورک بدون اجرای حکم اعدام به شدت کاهش یافت و این وضعیت حمایت عمومی از مجازات اعدام را تضعیف کرد. سیلور اجازه داد که این قانون بدون بحث زیاد از بین برود.

#### جنجال نظارت پلیس
در ۲۳ ژوئیه ۲۰۰۷، اندرو کومو، دادستان کل ایالت نیویورک اداره فرماندار الیویت اسپیتزر را به منظور توظیف نمودن پلیس ایالتی برای ردیابی پیشینه‌های سفر برونو به ویژه استفاده او از هلیکوپتر دولتی، توصیه کرد. به دستور مقامات بلند رتبه اداره اسپیتزر، پلیس ایالت نیویورک پرونده‌هایی را به هدف وارد کردن آسیب سیاسی به برونو ایجاد کرد. کارمندان فرمانداری اظهار داشتند که آن‌ها به درخواست اتحادیه آلبانی تایمز دربارهٔ اجرات کاری شان نظر به قانون آزادی اطلاعات (FOIA or FOIL) در اواخر ژوئن پاسخ می‌دهند.
یک گزارش مفصل منتشر شده توسط دفتر دادستان کل که در آن تذکر شده دستیاران اسپیتزر قبل ازینکه هرگونه درخواست مطابق قانوان آزادی اطلاعات صورت بگیرد به ایجاد پوشش منفی رسانهای دربارهٔ سفرهای برونو پرداخته‌اند. این بررسی دربرگیرنده هر دو موضوع مانند مسلهای سفر برونو و هم ادعای رهبر سنا دربارهٔ استفاده اسپیتزر از پلیس ایالتی برای جاسوسی از او می‌باشد. درخواست‌های اتحادیه تایمز به دنبال مدارک چگونگی استفاده از هواپیمای دولتی توسط هفت مقام دولتی مشمول اسپیتزر، برونو و دستیار فرماندار دیوید پاترسن بود اما دفتر اسپیتزر تنها برنامه سفر برونو را منتشر کرد. اداره اسپیتزر و پلیس ایالتی جزیات بیشتر دربارهٔ برونو نسبت به سایر مقامات به اتحادیه تایمز ارائه کردند. هیچ مقام دیگری مانند برونو مورد بررسی موشکافانه قرار نه گرفت. در برخی موارد، قسمت‌های این گزارش توسط پلیس ایالتی مدت‌ها پس از سفرها و بر اساس خاطرات اسکورت‌های پلیس درگیر این سفرها، جمع‌آوری شده‌اند. در این گزارش ادعا شده که درخواست اتحادیه تایمز پس از انتشار داستان دربارهٔ سفرهای برونو مطرح شد و با ادعاهای دولت اسپیتزر که تنها اجرات ای که نمودند پاسخ به درخواست FOIL بود، «همخوانی نداشت». کومو نتیجه گرفت: «این ایمیل‌ها نشان می‌دهد که افرادی در دفتر فرمانداری صرفاً سوابق را بر اساس درخواست FOIL تهیه نکرده‌اند، بلکه در عوض در برنامه‌ریزی و تولید پوشش رسانه‌ای در مورد سفر سناتور برونو با هواپیمای دولتی قبل از هرگونه درخواست FOIL مشغول بوده‌اند». این گزارش برونو را از هرگونه تخلف قانونی در استفاده از ناوگان هوایی ایالتی مبری کرد. در این گزارش از دفتر اسپیتزر به دلیل استفاده از منابع پلیس ایالتی برای جمع‌آوری اطلاعات در مورد سفر برونو و انتشار این اطلاعات در رسانه‌ها انتقاد شده‌است. در ۲۳ ژوئیه ۲۰۰۷، اسپیتزر اظهار داشت که اداره وی موضوع استفاده برونو از هواپیمای دولتی را «به‌طور مکمل نادرست» مدیریت کرده‌است و افزود که او شخصاً از برونو عذرخواهی کرده‌است.
در ۲۹ مارس ۲۰۰۸، اخبار بوفالو گزارش داد که «فرماندار سابق الیوت ال اسپیتزر» در مورد نقش خود در تروپرگیت (جنجال نظارت سیاسی) به دادستان‌ها دروغ گفته‌است، اما اضافه کرد که «دادستان منطقه آلبانی گفت که او هیچ گونه اتهام جنایی را علیه فرماندار رسوا شده اسبق، دنبال نخواهد کرد.»